# Gàlag del Senegal
El gàlag del Senegal (Galago senegalensis) és un petit primat nocturn, de la família dels galàgids.

## Descripció
Són primats petits (130 mm i 95-300 grams) amb un pelatge llanós gruixut que té una coloració que varia del gris platejat al marró fosc. Tenen uns ulls grans, que els proporcionen una bona visió nocturna, unes potes del darrere fortes, i una cua llarga, que els ajuda a mantenir l'equilibri. Les seves orelles estan formades per quatre segments que es poden doblegar enrere individualment, per ajudar-los a escoltar quan cacen insectes de nit.
Són àgils saltadors, que corren ràpidament entre les branques dels arbres.

## Distribució i hàbitat
Viuen a l'Àfrica, al sud del Sàhara i les illes properes, inclosa Zanzíbar, tendint a viure en regions amb boscos secs i sabanes.

## Comportament

### Dieta
La seva dieta omnívora és una barreja d'altres petits animals, inclosos ocells e insectes, fruites, llavors, flors, ous, anous, i saba dels arbres.

### Reproducció
Es reprodueixen dues vegades l'any, una a l'inici de les pluges (novembre) i l'altre al final (febrer). Els mascles poden aparellar-se amb més d'una femella. Després d'un període de gestació que té una durada que varia entre 110 i 120 dies, les femelles donen a llum 1 o 2 cries, les quals neixen amb els ulls mig tancats, i són incapaces de moure's per si soles. Un cop nascudes les cries, les femelles en tenen cura en nius fets amb fulles. Després d'uns dies, la mare porta la cria a la boca, i la diposita en branques convenients mentre ella s'alimenta.
Les femelles adultes mantenen territoris que comparteixen amb els seus fills. Els mascles deixen els territoris de les seves mares després de la pubertat, mentre que les femelles s'hi queden, formant grups socials que consisteixen en femelles estretament emparentades i les seves cries joves. Els mascles adults mantenen territoris separats entre ells, que s'encavalquen amb els de grups socials de femelles. Generalment, un mascle adult s'aparella amb totes les femelles d'una àrea. Els mascles que no han establert territoris propis, de vegades formen petits grups de solters.

### Comunicació
Els gàlags del Senegal es comuniquen tant cridant-se els uns als altres, com marcant els seus camins amb la seva orina. Al final de la nit, els membres d'un grup fan servir un crit especial per reunir-se per dormir junts en un niu fet amb fulles, en un grup de branques, o en un forat en un arbre.

## Depredadors
Un estudi recent del ximpanzé ha revelat que aquest caça gàlags del Senegal fent servir llances. Durant l'estudi es va observar, que els ximpanzés cercaven als forats on es podria pensar raonablement que hi hagués aquests gàlags dormint. Un cop trobat un cau de gàlags, el ximpanzé trencava una branca propera i li esmolava la punta fent servir les dents. Aleshores ràpidament i repetitiva introduïa la llança en el forat. Després d'una estona, retirava la llança de fusta i tastava i ensumava l'extrem, presumiblement esperant trobar sang. Un cop confirmat l'èxit, recuperava el cos del gàlag i se'l menjava.
Encara que s'ha observat que l'èxit d'aquest mètode és d'un de cada vint-i-dos intents, és més efectiu energèticament que el mètode tradicional de perseguir els petits mamífers i trencar-los el crani contra una roca propera.

## Subespècies
Hi ha 4 subespècies reconegudes de gàlag del Senegal:
- Galago senegalensis senegalensis
- Galago senegalensis braccatus
- Galago senegalensis sotikae
- Galago senegalensis dunni